# Eveline Stallaart
Eveline Stallaart (Heeze, 1982) is een Nederlands seksuoloog en psycholoog. Zij heeft een seksuologiepraktijk in Amsterdam en is als deskundige betrokken bij verschillende media zoals RTL Boulevard, Married at First Sight en De Telegraaf. 

## Biografie
Stallaart is geboren in Heeze. Zij volgde haar middelbare school aan Scholengemeenschap Augustinianum te Eindhoven. Vervolgens studeerde zij Psychologie aan de Universiteit Maastricht waar zij in 2008 haar Master titel (MSc) behaalde in de Klinische Psychologie. Na haar studie deed zij ervaring op in de verslavingszorg bij Jellinek en op de afdeling Seksuologie van het Sint Lucas Andreas Ziekenhuis (tegenwoordig OLVG West) te Amsterdam. Sinds 2013 heeft zij een eigen seksuologiepraktijk in Amsterdam en sinds 2023 ook een online zelfhulp platform waarmee zij mensen helpt bij seksuele problemen. 

### Media
Sinds 2016 is Stallaart als seksuoloog regelmatig te zien bij RTL Boulevard. Ook was zij te zien bij RTL Late Night, LINDA.tv en het RTL 5 programma Galileo. Ook in andere media zoals De Telegraaf, Elle, Marie Claire, Glamour en NU.nl zijn artikelen met Stallaart gepubliceerd. Stallaart is sinds januari 2020 als seksuoloog en psycholoog te zien in het RTL 4-programma Married at First Sight. 
In 2022 deed Stallaart mee aan het televisieprogramma De Alleskunner waar ze 14de eindigde. In 2023 deed ze mee aan het televisieprogramma Weet Ik Veel en was ze te gast bij Vandaag Inside. In het najaar van 2023 was ze ook te zien als deelnemer in  De Slimste Mens. In 2024 deed ze mee aan de televisieprogramma’s Praat Nederlands met me, De Pappenheimers en The Connection. 
In 2025 was Stallaart als panellid te zien in het televisieprogramma Ranking the Stars. In datzelfde jaar was ze te gast in het programma Lieve Heleen. Ook nam ze deel aan Code van Coppens: De wraak van de Belgen.

### Bestseller 60
| Boeken met noteringen in de Nederlandse Bestseller 60 | Jaar van verschijnen | Datum van binnenkomst | Hoogste positie | Aantal weken | Opmerkingen |
| ----------------------------------------------------- | -------------------- | --------------------- | --------------- | ------------ | ----------- |
| Even tussen ons                                       | 2024                 | 14-02-2024            | 18              | 2            |             |